# Мост Лафранкони
Мост Лафранкони (слч. Most Lafranconi, претходно Most mládeže или Омладински мост) бетонски је мост на аутопуту Д2 у Братислави, Словачка. Саграђен је у периоду 1985—1991; десна половина је отворена 1990, а остатак 1992. Дуг је 766 метара и садржи аутопут са четири траке, широк 30 метара. Садржи и траке за бициклисте и пешаке. Саграђен је изнад Дунава.